# Aéroport d'Adampur
L' aéroport d'Adampur est une structure aéroportuaire à Adampur du district de Jalandhar au Pendjab, Inde.

## Historique

### Compagnies aériennes
- Star Air[4].
- IndiGo.
- Air India.
- Vistara.
- Delta[5].

### Usages militaires

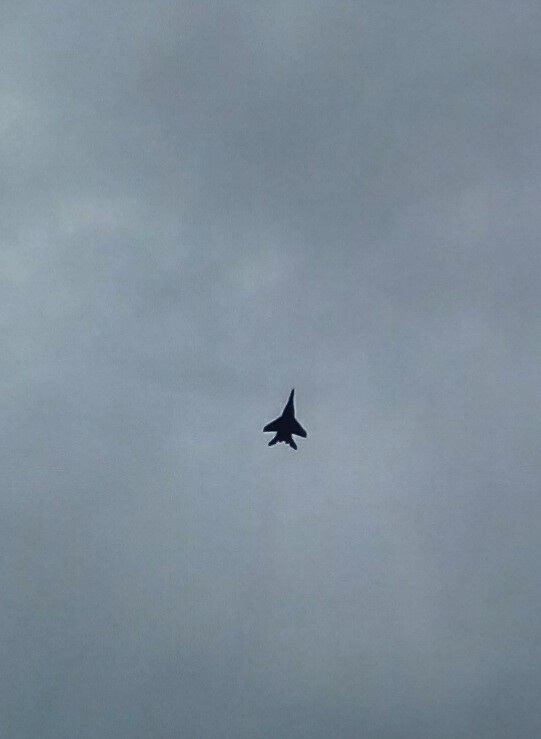
Un Mig 28 de la base.
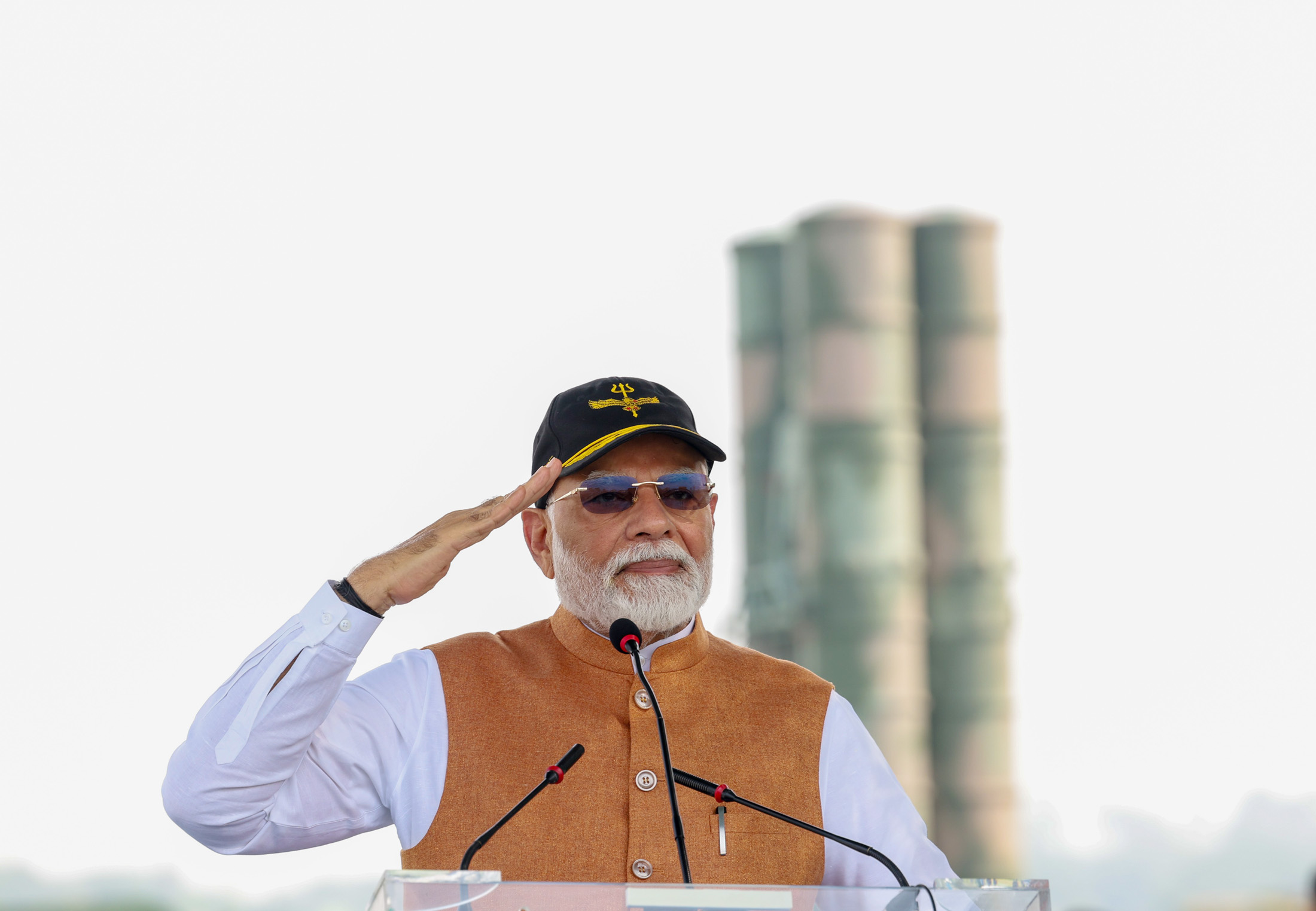
Narendra Modi sur la base le 13 mai 2025.

Les avions de la 8 Wing y ont été stationnés sur Mig 29s. Des S-400 de la défense anti-aérienne. La base a été la cible lors des Frappes indo-pakistanaises de 2025 car elle est la deuxième plus importante pour les forces aériennes et les 47th Squadron  Black Archers et 28th Squadron First Supersonics sur Su-30MKI.